# کن کرچوال
کن کرچوال (انگلیسی: Ken Kercheval; زاده ۱۵ ژوئیهٔ ۱۹۳۵ – درگذشته ۲۱ آوریل ۲۰۱۹) بازیگر اهل ایالات متحده آمریکا بود.
از فیلم‌ها یا برنامه‌های تلویزیونی که وی در آن نقش داشته‌است می‌توان به دالاس، کوجک، شبکه، مشت، چگونه در زندگی مشترک جان سالم به‌در ببریم و هفت امتیاز اشاره کرد.